# Guy Laforgue
Guy Laforgue (Prada, Conflent, 13 d'abril de 1958) és un jugador internacional de rugbi a 13 nord-català, té una alçada de 1,87 metres i un pes de 87 kg. És el germà bessó de Francis Laforgue.

## Biografia
Guy Laforgue dona els primers passos a l'escola de rugbi XIII Catalan amb el seu germà bessó Francis. Segona o tercera línia, accedeix ràpidament al primer equip mentre encara és junior. Jugador complet, atlètic i ràpid, va ser capità del XIII Catalan de 1982 a 1989 i capità de la selecció de França de rugbi a 13 de 1984 a 1989. El 1990 va continuar la seva carrera esportiva al club Le Barcarès XIII de 1990 a 1992 a continuació al Palau XIII de 1993 a 1995. Es converteix en entrenador del Toluges XIII en 1996 i 1997, en el Palau XIII en 1998 i en 1999, al XIII Catalan en 2000 i finalment al Palau XIII de 2001 a 2003.
També va ser director esportiu de la Unió Tretzista Catalana de 2004 a 2006, membre de la Unió de Rugby de França de 2004 a 2011, i finalment director de la selecció de França de rugbi a 13 de 2010 a 2011. Continua vinculat a la Federació Francesa de Rugbi. Al marge, exerceix la professió d'assessor financer.

## Clubs
- XIII Catalan
- Le Barcarès XIII
- Palau XIII

## Palmarès
- Campió de França Junior en 1976.
- Sis vegades campió de França amb el XIII Catalan: el 1979, de 1982 a 1985,i el 1987.
- Finalista del Campionat de França de rugbi a 13 en 1977, 1981, 1986 i 1988 amb el XIII Catalan i el 1993 amb el Palau XIII.
- Campió de França (Elite 2) amb Le Barcarès XIII el 1990 i amb el Palau XIII de 1994.
- Copa de França de rugbi a 13: 3 trofeus amb el XIII Catalan en 1977, 1980 i 1985 i tres finals en 1981, 1983 i 1987.
- Una gira amb el XIII Catalan a Austràlia l'any 1988.

## Internacional
- 3 seleccions a l'equip de França Juniors i 6 seleccions a la categoria sub-21 (menys de 21)[4]
- 23 seleccions a l'equip de França: el 1979 (Contra Anglaterra i Gal·les) des de 1981 fins a 1987 (Contra Anglaterra: 9 capes, Austràlia: 4 capes, Nova Zelanda: 3 capes, Papua Nova Guinea: 1 cap). A continuació, participa en la Copa del Món de Rugbi a 13 1985-1988 en partits contra Austràlia, Gran Bretanya, Nova Zelanda i Papua Nova Guinea.
- Una gira amb l'equip de França a Austràlia, Nova Zelanda i Papua Nova Guinea el 1981.

## Distincions
- Va ser el millor jugador de l'any el 1982
- Va ser el millor jugador del partit internacional Anglaterra-França a Leeds el 1984
- Trofeu del Fair Play: Iris de l'Esport el 2005.
- Convidat al Palau de l'Elisi el 14 de juliol de 1991 pel President de la República (François Mitterrand)